# Vera Mercer
Vera Mercer (* 1936 in Berlin) ist eine deutsche Fotografin. Sie lebt in Omaha, Nebraska und in Paris.

## Biografie
Vera Mercer wurde als Tochter des Bühnenbildners Franz Mertz in Berlin geboren. Nach einer Ausbildung zur Tänzerin heiratete sie 1958 den Schweizer Künstler Daniel Spoerri und ging mit ihm nach Paris. 
Hier wurde sie Teil der Pariser Avantgarde der frühen 1960er-Jahre, porträtierte unter anderem Marcel Duchamp, Robert Filliou, Niki de Saint-Phalle und Jean Tinguely. Unabhängig von ihren Porträts begann Mercer die alten Pariser Markthallen, kurz vor deren Abriss, zu fotografieren und thematisierte so erstmals ein Sujet, für das sie später bekannt wurde: Nahrung. Ihre aufwendige Inszenierung von Früchten, Gemüse, Fleisch und Fisch in opulenten Früchte-, aber auch Blumen- und Tierstillleben, stellt vielfache Bezüge zur Kunstgeschichte her. Nach der Scheidung von Spoerri begann sie für internationale Magazine zu arbeiten und schoss Reportagen u. a. über Samuel Beckett, Marcel Duchamp und Andy Warhol. Sie wurde zudem als Photographin von vielen Künstlern engagiert beispielsweise Eva Aeppli, Jean Tinguely und Niki de Saint-Phalle.

## Ausstellungen (Auswahl)
- Vera Mercer. Stilleben, Bayer/Kultur im Erholungshaus, Leverkusen
- Vera Mercer. Nature Morte, Centro de la Imagen, Mexiko-Stadt, 2011[4]
- Vera Mercer. Stillleben, Museum Pfalzgalerie Kaiserslautern, Kaiserslautern, 2015/2016[5]
- Vera Mercer und Daniel Spoerri. Aufgetischt!, Künstlerhaus Marktoberdorf, Marktoberdorf, 16. Februar bis 19. Mai 2019